# Zhirayr Poghosyan
Zhirayr Poghosyan (Regione di Martowni, 15 gennaio 1942) è un politico karabakho.
È stato il quarto Primo ministro della repubblica del Nagorno Karabakh.
Ha compiuto i suoi studi superiori a Stepanakert per poi frequentare dal 1960 al 1965 il Politecnico di Erevan (Armenia).
Dopo la laurea ha lavorato come ingegnere e designer all'Istituto di ricerche scientifiche della capitale armena fino al 1990 allorché  si trasferisce all'Istituto di ingegneria elettrica.
La sua attività politica inizia nel 1992 quando viene nominato capo specialista della sezione Affari Speciali dell'Armenia e poi, nello stesso anno, facente funzioni vice Primo ministro della repubblica del Nagorno Karabakh.
Nel giugno 1998 viene nominato Primo ministro della repubblica, incarico che ricoprirà fino al giugno dell'anno successivo allorché, a causa di una crisi politica e dei contrasti con il presidente Arkadi Ghukasyan, fu posto termine al suo mandato.
È sposato ed ha due figli.